# Santorale
Con il termine Santorale si intende indicare due accezioni cultuali relative a determinate ricorrenze e celebrazioni cristiane, particolarmente cattoliche e specificatamente latine.
Innanzitutto con la parola Santorale si intende indicare un'accezione cronologica, ossia l'insieme delle norme che in alcuni riti cristiani disciplinano la successione cronologica delle dette ricorrenze in maniera congruente con le altre disposizioni dell'anno liturgico e, precipuamente, del Calendario liturgico propri di quel rito.
In secondo luogo con la parola Santorale si intende indicare un'accezione libraria, ossia un libro liturgico o parte di esso dove sono contenuti i testi ed i riti inerenti alle celebrazioni delle dette ricorrenze. Questa seconda accezione è più conosciuta rispetto alla prima.

## Origine del Santorale
Il Santorale viene formato sulla base della seconda calendarizzazione strutturante l'anno liturgico , quella concernente la calendarizzazione delle ricorrenze e delle celebrazioni inerenti sia alcune figure di santi e di beati, sia alcuni eventi ecclesiali.
Il concetto di Santorale originariamente aveva solo l'accezione cronologica, solo in seguito acquisirà anche quella libraria.

## Definizione di Santorale
Come affermato nella voce Anno liturgico nella Chiesa cattolica, per motivi storici non vi è piena corrispondenza tra la detta seconda calendarizzazione strutturante l'anno liturgico ed il Santorale in quanto il Santorale contiene anche qualche ricorrenza e celebrazione inerenti alla prima calendarizzazione strutturante l'anno liturgico, quella concernente le ricorrenze e delle celebrazioni inerenti al Signore Gesù Cristo.
Alla luce di questa considerazione, si può stendere la seguente definizione strumentale di Santorale inteso nell'accezione cronologica:
Si definisce Santorale la calendarizzazione delle ricorrenze e delle celebrazioni inerenti sia i misteri di Gesù Cristo che dei santi, dei beati e di peculiari eventi ecclesiali, a condizione che tali ricorrenze e celebrazioni non influenzino direttamente il tempo liturgico dentro il quale cadono come, a solo titolo esemplificativo, l'Annunciazione del Signore nel rito romano della Chiesa cattolica.
Per quanto riguarda la definizione di Santorale, inteso in senso librario, si rimanda a quanto scritto in precedenza nell'ambito della premessa di questa voce.

## Organizzazione cronologica del Santorale
Varie sono le motivazioni con le quali una specifica ricorrenza o celebrazione viene fissata in un determinato giorno dell'anno liturgico. 
Pur se tale ricorrenza viene fissata non è detto che possa essere celebrata in quanto potrebbe esservi una coincidenza con una celebrazione o ricorrenza di grado superiore, sia del Santorale stesso che del Temporale.
Per regolare ciò si fa ricorso ai principi dell'"occorrenza" e della "concorrenza", a loro volta disciplinati dal criterio della "precedenza".

## Organizzazione libraria del Santorale
Nella maggior parte dei riti cristiani il Santorale non è più un libro liturgico a sé stante ma solo una parte di tale libro: è il caso, a titolo esemplificativo, del Messale o della Liturgia delle Ore nel rito romano.